# Teri Polo
Theresa Elizabeth "Teri" Polo (født 1. juni 1969) er en amerikansk skuespillerinde kendt for sin rolle som Pam Focker i filmen Meet the Parents (2000) og dets to efterfølgere, Meet the Fockers (2004) og Little Fockers (2010). Hun var en af stjernerne i sitcommen I'm with her samt den politiske drama-serie The West Wing.